# Пескадеро (Каліфорнія)
Пескадеро (англ. Pescadero) — переписна місцевість (CDP) в США, в окрузі Сан-Матео штату Каліфорнія. Населення — 595 осіб (2020).

## Географія
Пескадеро розташоване за координатами 37°14′42″ пн. ш. 122°22′44″ зх. д. / 37.24500° пн. ш. 122.37889° зх. д. (37.244894, -122.378866).  За даними Бюро перепису населення США в 2010 році переписна місцевість мала площу 10,45 км², з яких 10,43 км² — суходіл та 0,02 км² — водойми.

## Демографія
Згідно з переписом 2010 року, у переписній місцевості мешкали 643 особи в 195 домогосподарствах у складі 137 родин. Густота населення становила 62 особи/км².  Було 216 помешкань (21/км²).
Расовий склад населення:
| - 48,8 % — білих - 0,8 % — азіатів - 0,3 % — корінних американців - 0,3 % — чорних або афроамериканців - 0,2 % — вихідців з тихоокеанських островів - 45,7 % — осіб інших рас |

До двох чи більше рас належало 3,9 %. Частка іспаномовних становила 62,5 % від усіх жителів.
За віковим діапазоном населення розподілялося таким чином: 27,8 % — особи молодші 18 років, 59,9 % — особи у віці 18—64 років, 12,3 % — особи у віці 65 років та старші. Медіана віку мешканця становила 33,5 року. На 100 осіб жіночої статі у переписній місцевості припадало 110,1 чоловіків;  на 100 жінок у віці від 18 років та старших — 123,1 чоловіків також старших 18 років.
За межею бідності перебувало 28,5 % осіб, у тому числі 44,9 % дітей у віці до 18 років та 0,0 % осіб у віці 65 років та старших.
Цивільне працевлаштоване населення становило 437 осіб. Основні галузі зайнятості: сільське господарство, лісництво, риболовля — 35,2 %, будівництво — 13,5 %, мистецтво, розваги та відпочинок — 12,8 %.